# Krölpa
Krölpa település Németországban, azon belül Türingiában. Lakosainak száma 2487 fő (2023. december 31.). Krölpa Pößneck, Ranis és Langenorla községekkel határos.

## Népesség
A település népességének változása:
| Lakosok száma | 2587 | 2598 | 2528 | 2526 | 2487 |
|               | 2017 | 2019 | 2021 | 2022 | 2023 |